# Bodasjön (Höreda socken, Småland)
Bodasjön är en sjö i Eksjö kommun och Vetlanda kommun i Småland och ingår i Emåns huvudavrinningsområde. Sjön har en area på 1,9 kvadratkilometer och ligger 196 meter över havet. Bodasjön ligger i Kräpplehult Natura 2000-område.

## Delavrinningsområde
Bodasjön ingår i det delavrinningsområde (637880-145362) som SMHI kallar för Utloppet av Bodasjön. Avrinningsområdets medelhöjd är 220 meter över havet och ytan är 14,27 kvadratkilometer. Det finns inga delavrinningsområden uppströms utan avrinningsområdet är högsta punkten. Vattendraget som avvattnar avrinningsområdet har biflödesordning 2, vilket innebär att vattnet flödar genom totalt 2 vattendrag innan det når havet efter 187 kilometer. Delavrinningsområdet består mestadels av skog (53 procent) och jordbruk (25 procent). Avrinningsområdet har 1,89 kvadratkilometer vattenytor vilket ger det en sjöprocent på 13,2 procent.